# Moje

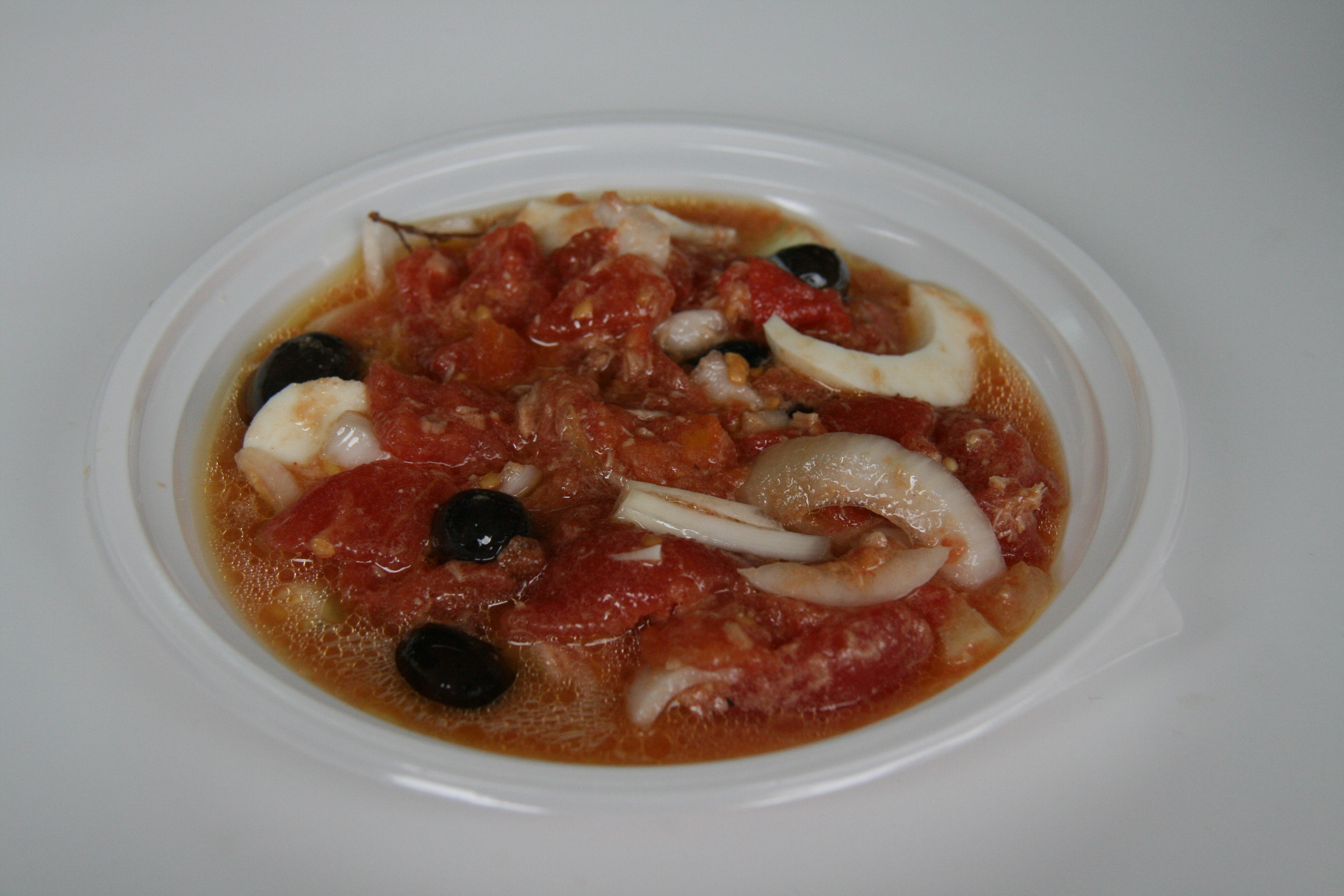
Moje o ensalada murciana.

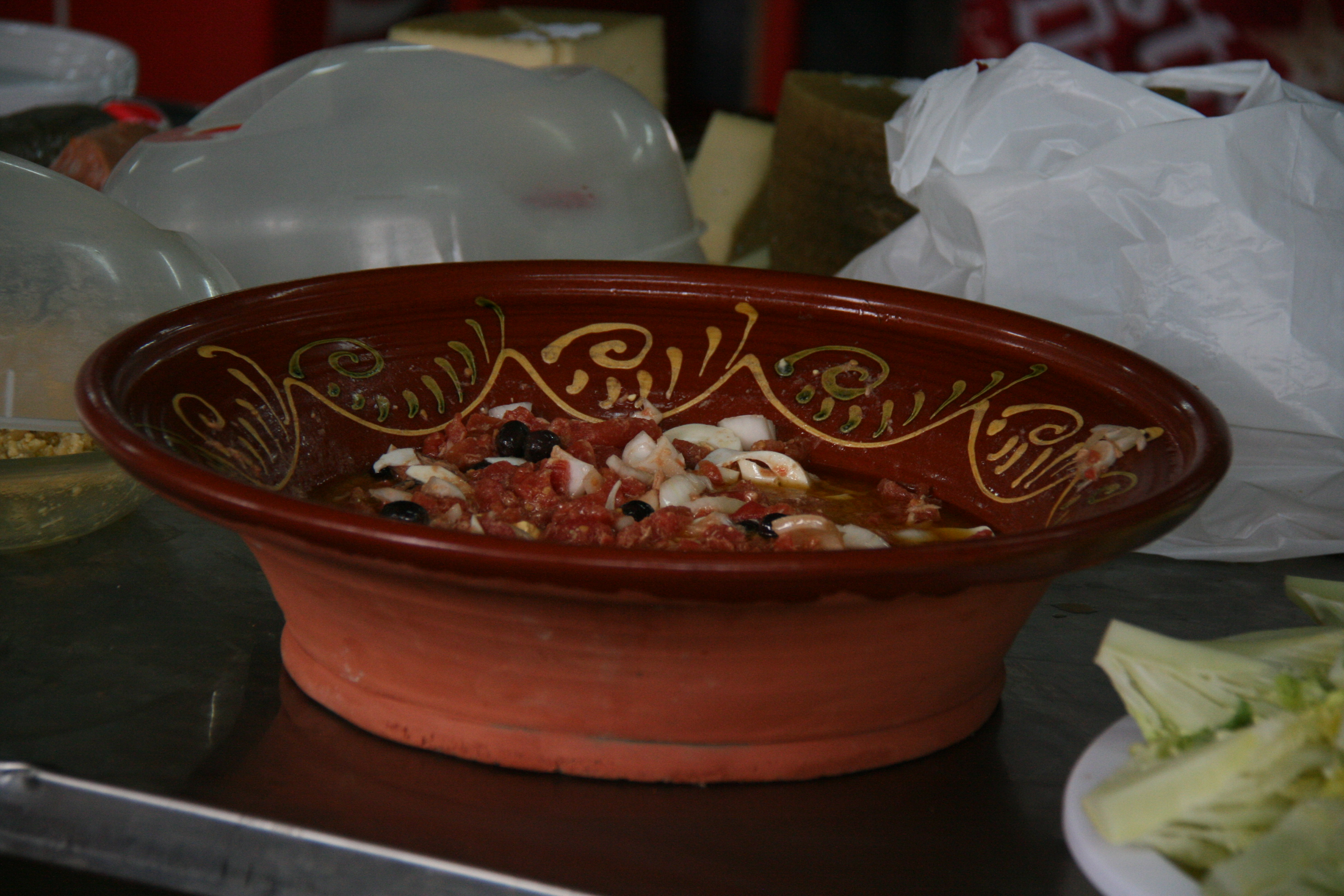
Recipiente Ensalada murciana.

El moje o mojete es un plato típico español de Castilla-La Mancha y la Región de Murcia, donde es conocido como «ensalada murciana» o Pelechana en Quintanar del rey   (Cuenca). 
Hay dos tipos de moje, el que se elabora utilizando tomate natural troceado y en el que se utiliza tomate pelado (de bote o escaldado). En la actualidad esta última variedad, la del tomate de bote natural pelado, es la que predomina en Castilla-La Mancha.

## Características
Los únicos ingredientes son: tomate partido a trozos pequeños (con o sin piel), cebolla finamente picada (preferiblemene cebolleta), olivas negras o de cuquillo, huevo duro, aceite de oliva virgen y atún de lata (no bonito). Se puede sustituir el atún por bacalao un poco asado y troceado o por capellán troceado.
Trocear el tomate y meterlo con la cebolla o cebolleta (preferiblemente esta última), y la sal en un cuenco grande o ensaladera. Poner el atún y las olivas (olivas negras de cuquillo) y entonces poner el aceite removiendo de abajo arriba sin batir hasta que el aceite quede ligeramente por encima. Finalmente poner el huevo duro. Hay que tener precaución: Si se queda corto con el aceite, o si se pasa de cantidad el moje no sale en su punto. En algunos casos, eso al gusto de cada comensal, se le puede añadir un diente de ajo muy picado.  Esta ensalada es conveniente hacerla varias horas antes de su consumo, con el objeto de que todos los ingredientes mezclen sus sabores.

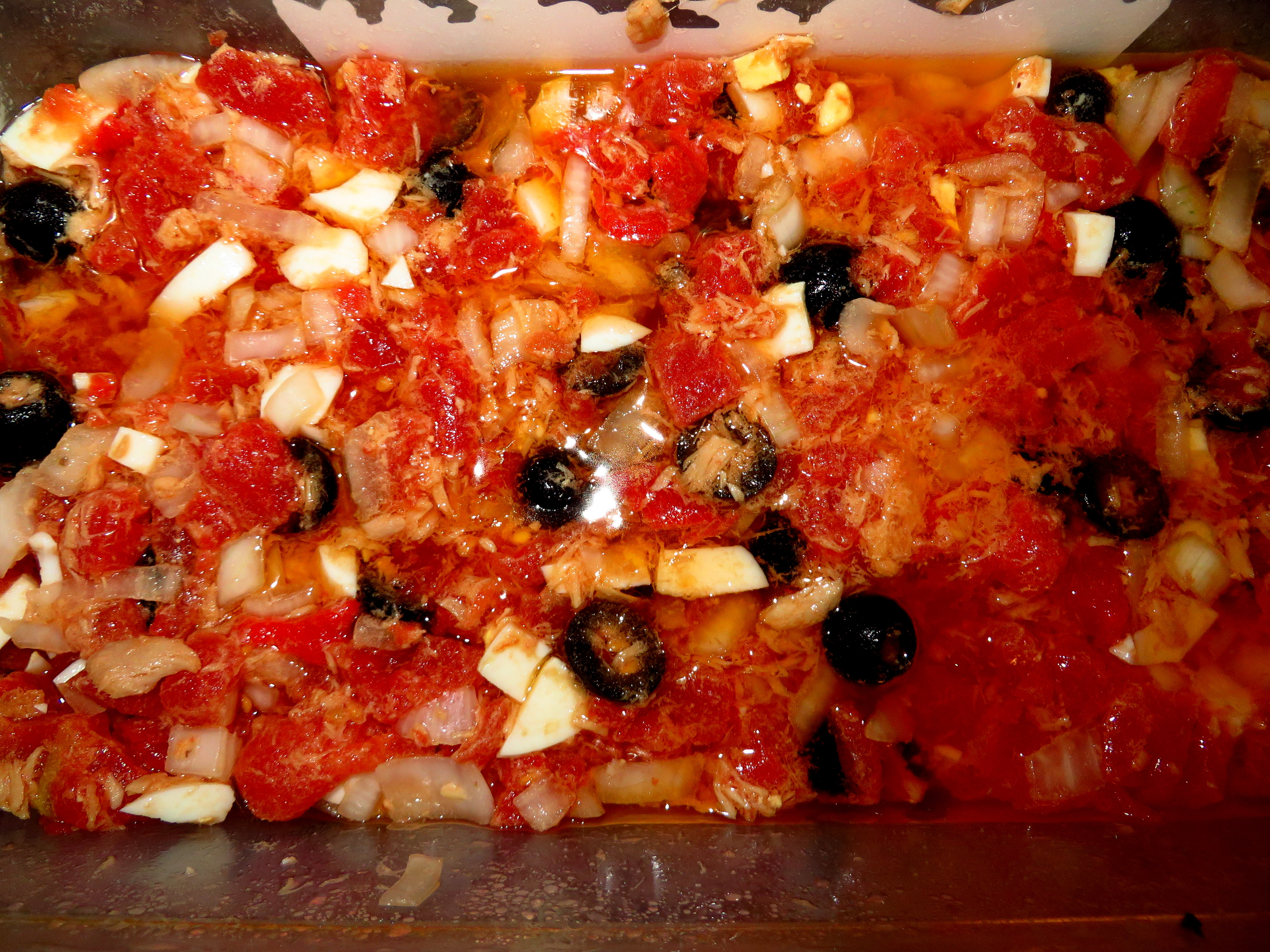
Ensalada murciana

## Variantes
En la provincia de Valencia existen diversas variantes del mojete como son el Mojete de Agua y el Mojete Arrastrao. En la provincia de Ciudad Real y Murcia, se elabora el moje de bacalao.
En Valenzuela (Córdoba) existen diversas variantes, teniendo éstas como característica que son guisos, llevan patatas y carne, (si es canerete) o boquerón frito en su defecto.